# Bianconiglio
Il Bianconiglio (White Rabbit) è un personaggio immaginario inventato da Lewis Carroll apparso per la prima volta nel 1865 in Le avventure di Alice nel Paese delle Meraviglie. Come per tutti i suoi personaggi, nei due racconti in cui appare, Carroll non ne dà una precisa descrizione fisica, ma si sofferma più sul comportamento del personaggio e sul suo modo di relazionarsi ad Alice.

## Il personaggio
Il nome originale del coniglio è White Rabbit, dove White è il nome e Rabbit è il cognome: ne Alice nel Paese delle Meraviglie, sulla sua casa compare una targa con su scritto W. Rabbit. Il nome Bianconiglio, con cui il personaggio è maggiormente conosciuto in Italia, non è presente in nessuna delle traduzioni storiche del libro: è difatti il nome datogli nell'adattamento italiano del film Disney del 1951. Nelle traduzioni del libro, il personaggio è in genere chiamato semplicemente Coniglio Bianco.
Il Bianconiglio è descritto da Carroll come un coniglio bianco ben vestito e dotato di un orologio da taschino che tiene nel panciotto: è inseguendolo che la protagonista cade in un buco del terreno che la porta nel Paese delle Meraviglie. In Alice on Stage Carroll consiglia di rappresentarlo molto vecchio, magari con gli occhiali; in effetti mostra il nervosismo e la pedanteria tipici dello stereotipo dell'età avanzata. Il coniglio non si relaziona mai direttamente con Alice; la sua vecchiaia e il suo nervosismo lo portano a essere totalmente disinteressato alla bimba ed ai suoi problemi. La sua tipica espressione è «È tardi, è tardi!».
Durante il suo viaggio nel Paese delle Meraviglie Alice si imbatterà diverse volte nel Bianconiglio: notevole la scena in cui trova la casetta in cui egli abita, con un grande giardino e qualche serra; qui viene da lui scambiata per la cameriera Mary Ann e mandata a recuperare i suoi guanti. Nella casetta Alice troverà dei pasticcini che la faranno crescere a dismisura, intrappolandola tra le mura; dopo un'esilarante avventura (che vedrà protagonista anche Bill la lucertola), la bambina riuscirà a rimpicciolire, evitando di finire bruciata come aveva drasticamente proposto il coniglio.
Più tardi il Bianconiglio appare nelle vesti di araldo della Regina di Cuori, ed è proprio lui che apre i cortei annunciando la corte e che presiede al processo al Fante di cuori.

### Analisi e interpretazioni
Il Bianconiglio è visto da molti come incarnazione di Henry Liddell, decano del Christ Church College di Oxford e padre di Alice, l'amichetta a cui Carroll dedicò i suoi libri. A causa dei suoi molti impegni, Liddell era spesso in ritardo, cosa che lo faceva innervosire molto.
Come molti altri personaggi del libro (massimamente il Cappellaio Matto), il Bianconiglio rappresenta l'ossessione degli adulti per il tempo.

## Citazioni e omaggi

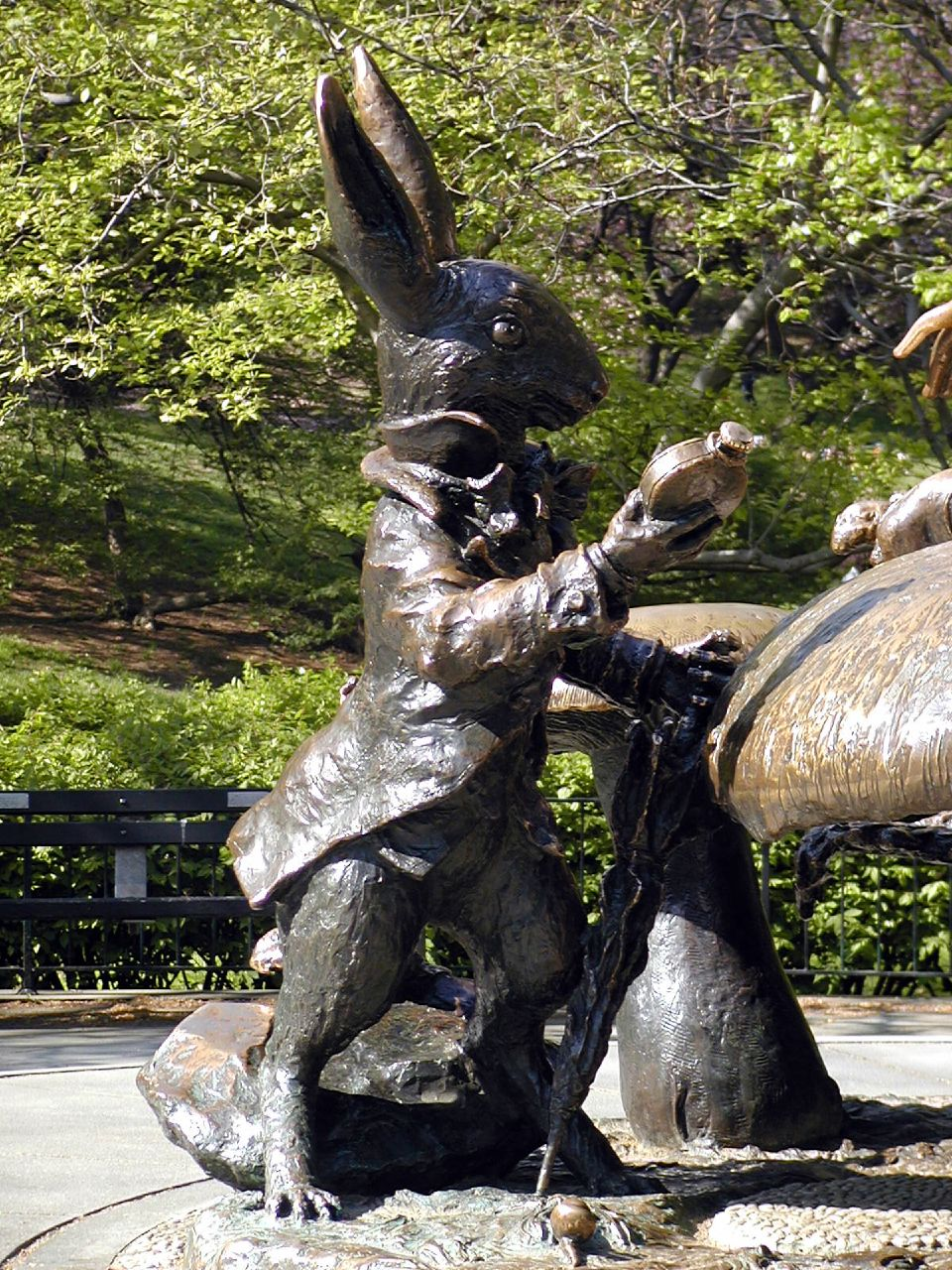
Statua del Bianconiglio a Central Park

- Il Bianconiglio è tra i personaggi che compongono il gruppo scultoreo in bronzo Alice in Wonderland, realizzato nel 1959 da Jose de Creeft e posizionato in Central Park, a New York, anche conosciuto con il nome de Margaret Delacorte Memorial, commissionato dal marito, editore e filantropo, George Delacorte, come omaggio alla moglie Margarita.[3]
- White Rabbit è il titolo di una canzone del gruppo rock Jefferson Airplane. La canzone utilizza i personaggi e gli ambienti di Alice nel Paese delle Meraviglie e Attraverso lo specchio per descrivere gli effetti di un "viaggio" sotto LSD. La canzone è citata nel film del 1998 Paura e delirio a Las Vegas di Terry Gilliam.
- Nel film Matrix, il protagonista Neo viene incoraggiato dal suo computer a "seguire il Coniglio Bianco", pochi secondi prima che una ragazza con un tatuaggio ritraente un coniglio bianco bussi alla sua porta. In seguito, Neo viene messo di fronte a una scelta esistenziale: tornare alla monotona vita di sempre oppure rendersi disponibile a un risveglio spirituale che lo condurrà a "scoprire quant'è profonda la tana del Bianconiglio".
- Nel manga e anime Project ARMS, White Rabbit è il nome in codice dell'ARMS impiantato nelle gambe di Takeshi Tomoe.
- Nella canzone Scars della band Morbid Saint la figura del personaggio è utilizzata in toni negativi come allegoria delle droghe che conducono a esperienze psichedeliche.

## Filmografia

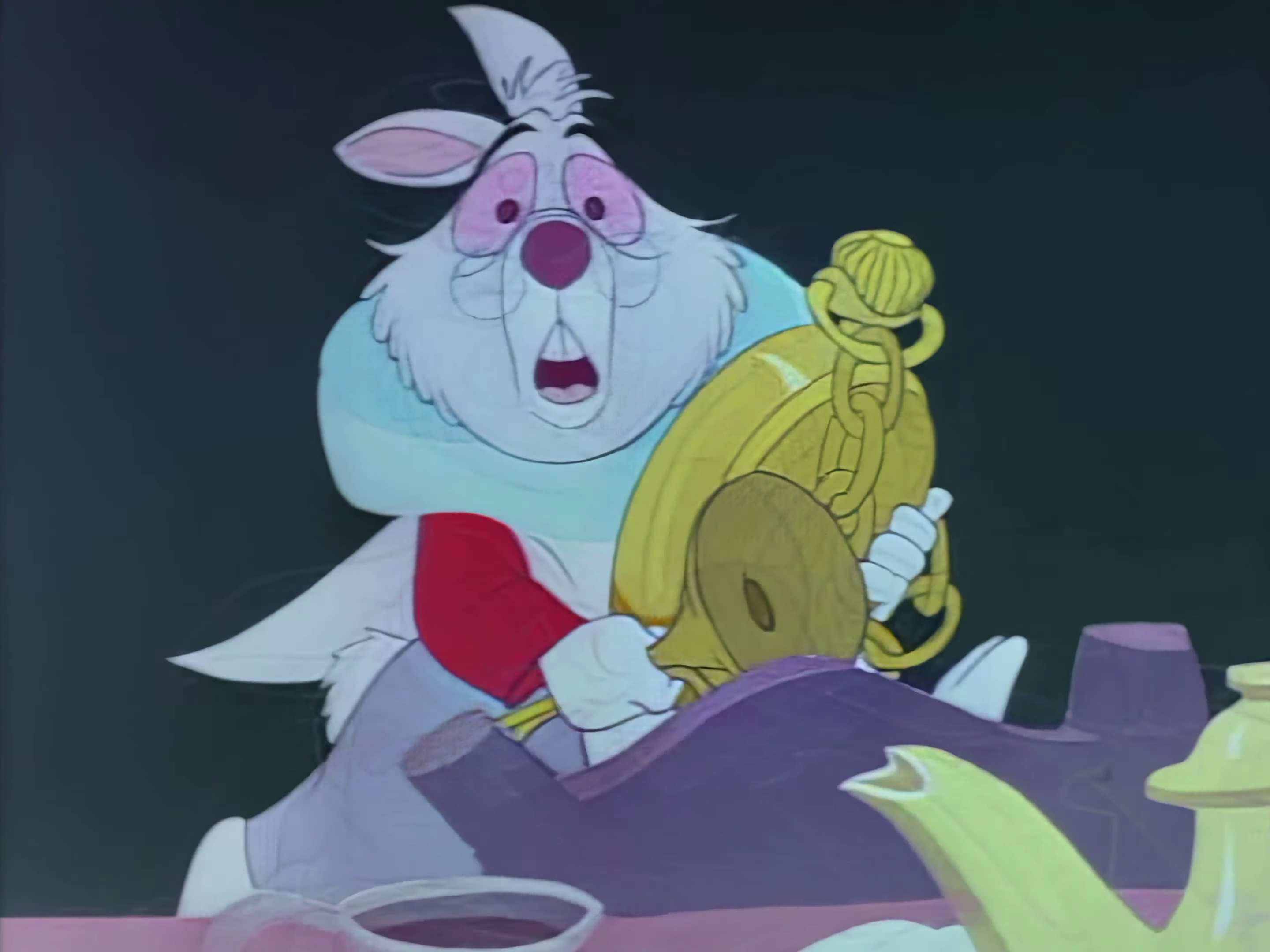
Il Bianconiglio nella versione Disney